# Lijst van voetbalinterlands Amerikaanse Maagdeneilanden - Dominica (vrouwen)
Deze lijst van voetbalinterlands is een overzicht van alle officiële voetbalinterlands tussen de nationale vrouwenteams van de Amerikaanse Maagdeneilanden en Dominica. De landen hebben tot nu toe één keer tegen elkaar gespeeld.

## Wedstrijden
| № | Plaats | Datum       | Competitie           | Wedstrijd                              | Uitslag |
| - | ------ | ----------- | -------------------- | -------------------------------------- | ------- |
| 1 | Couva  | 24 mei 2018 | WK 2019 kwalificatie | Amerikaanse Maagdeneilanden − Dominica | 0 − 3   |

## Samenvatting
| Competitie      | Totaal gespeeld | Winst Amerikaanse Maagdeneilanden | Gelijk | Winst Dominica | Doelsaldo Amerikaanse Maagdeneilanden – Dominica |
| --------------- | --------------- | --------------------------------- | ------ | -------------- | ------------------------------------------------ |
| WK kwalificatie | 1               | 0                                 | 0      | 1              | 0 − 3                                            |
| Totaal          | 1               | 0                                 | 0      | 1              | 0 − 3                                            |